# Effektiver Radius

Der effektive Radius R_{e} schließt die Hälfte des gesamten Lichts ein, das von einem Objekt emittiert wird.

Der effektive Radius, Effektivradius oder Halblichtradius {\displaystyle R_{e}} beschreibt den Radius {\displaystyle R} bzw. {\displaystyle r}, in dem die Hälfte der Leuchtkraft {\displaystyle I} eines astronomischen Objektes emittiert wird:
{\displaystyle \int _{0}^{R_{e}}I(R)\cdot r\cdot dr={\frac {1}{2}}\cdot \int _{0}^{\infty }I(R)\cdot r\cdot dr}
Der effektive Radius wird zur Beschreibung von Sternhaufen und Galaxien verwendet, speziell zur Berechnung des Verlaufs der Oberflächenhelligkeit eines Bulges oder einer elliptischen Galaxie mit Hilfe der De-Vaucouleurs-Formel.
Diese Messgröße hängt vom verwendeten Beobachtungsinstrument ab, weil bei kleineren Instrumenten die äußeren Bereiche des astronomischen Objektes unterhalb der Grenzhelligkeit liegen können.